# Phialella falklandica
Phialella falklandica är en nässeldjursart som beskrevs av Browne 1905. Phialella falklandica ingår i släktet Phialella och familjen Phialellidae. Inga underarter finns listade i Catalogue of Life.